# ويليام جورج باركر
ويليام جورج باركر هو طيار كندي، ولد في 3 نوفمبر 1894 في دوفين في كندا، وتوفي في 12 مارس 1930 في أوتاوا في كندا.

## وصلات خارجية
- ويليام جورج باركر على موقع IMDb (الإنجليزية)
- ويليام جورج باركر على موقع الموسوعة البريطانية (الإنجليزية)